# Mycoplasma iners
Mycoplasma iners è una specie di batterio appartenente alla famiglia delle Mycoplasmataceae.